# Glorious days
「Glorious days」（グロリアス・デイズ）は、日本の音楽ユニットであるGRANRODEOの楽曲。ボーカルのKISHOWこと谷山紀章が作詞、ギターのe-ZUKAこと飯塚昌明が作曲しており、26枚目のシングルの表題曲として、2017年3月22日にLantisから発売された。

## 概要
「Glorious days」は、アニメ映画『劇場版 黒子のバスケ LAST GAME』の主題歌として起用され、同アニメのタイアップはテレビシリーズを含めると今回で7回目となった。MVには過去のタイアップ楽曲のMVを彷彿とさせるシーンが随所に盛り込まれている。。
初回限定盤、通常盤、アニメ盤の3種形態でのリリースとなった。

## シングル収録内容
| 全作詞: 谷山紀章、全作曲・編曲: 飯塚昌明。 |                                     |          |            |      |
| #                                          | タイトル                            | 作詞     | 作曲・編曲 | 時間 |
| 1.                                         | 「Glorious days」                   | 谷山紀章 | 飯塚昌明   | 5:29 |
| 2.                                         | 「BIG SUN」                         | 谷山紀章 | 飯塚昌明   | 4:46 |
| 3.                                         | 「月に抱かれて眠りたい」            | 谷山紀章 | 飯塚昌明   | 5:13 |
| 4.                                         | 「Glorious days」(OFF VOCAL)        | 谷山紀章 | 飯塚昌明   | 5:29 |
| 5.                                         | 「BIG SUN」(OFF VOCAL)              | 谷山紀章 | 飯塚昌明   | 4:46 |
| 6.                                         | 「月に抱かれて眠りたい」(OFF VOCAL) | 谷山紀章 | 飯塚昌明   | 5:13 |
| 合計時間:                                  | 合計時間:                           | 30:56    |            |      |

| #  | タイトル                      | 作詞 | 作曲・編曲 |
| -- | ----------------------------- | ---- | ---------- |
| 1. | 「Glorious days」(Music Clip) |      |            |

## チャート
| チャート                             | 最高 順位 | 出典  |
| ------------------------------------ | --------- | ----- |
| 日本・オリコン週間CDシングルチャート | 10        | [ 2 ] |
| Billboard Japan Hot 100              | 35        | [ 5 ] |
| Billboard Japan Hot Animation        | 7         | [ 6 ] |
| Billboard Japan Hot Singles Sales    | 11        | [ 7 ] |

オリコン週間ランキングで10位を獲得。オリコン週間ランキングでは2016年4月13日発売の「TRASH CANDY」以来約1年ぶりにTOP10入りとなった。